# Ringtjärnen, Västergötland
Ringtjärnen är en sjö i Härryda kommun i Västergötland och ingår i Göta älvs huvudavrinningsområde.